# Рейнгард Людвиг Васильович
Лю́двиг Васи́льович (Вільгельмович) Рейнгард (* 6 (18) березня 1847, с. Війтівці, що поблизу Переяслава Полтавської губернії — † 1920, Харків) — ботанік, альголог, професор (з 1886), перший обраний ректор Харківського університету (1905–1906), таємний радник.

## Біографія
Народився в сім'ї генерал-майора від інфантерії, барона Василя (Вільгельма) Рейнгарда, що емігрував з Німеччини в Російську імперію після закінчення війни з наполеонівською Францією. Походив з роду протестантів, що жили в XVI століття у Франції (французьке прізвище — Ренар), які після Варфоломіївської ночі втікали до німецьких держав.
Освіту здобув й 1-й київській, потім курській гімназії, яку не закінчив. У 1866 році переселився до Харкова, де вступив вільним слухачем до Харківського університету. Склавши випускний іспит гімназії, з 1867 по 1871 навчався на відділенні природничих наук фізико-математичного факультету Харківського університету. Закінчив університет зі ступенем кандидата природничих наук, був залишений при нім і наступного року став консерватором ботанічного кабінету.
У 1874-1877 одночасно — викладач природної історії в Харківському реальному училищі.
Магістр ботаніки з 1877 року. Після захисту дисертації як приват-доцент читав лекції в Харківському університеті (1880).
Того ж року Л. В. Рейнгард був запрошений на роботу доцентом кафедри ботаніки в Одеський університет в Одесу. У травні 1885 захистив дисертацію на ступінь доктора ботаніки й був затверджений екстраординарним професором. У січні 1886 року переведений до Харківського університету в званні ординарного професора, з 1902 — заслужений професор. Читав курс ботаніки.
Одночасно з 1886 по 1888 читав курс лекцій з анатомії і фізіології рослин у Харківському технологічному інституті.
У 1891-1894 — секретар фізико-математичного факультету, з вересня 1905 по жовтень 1906 рр. — перший виборний ректор університету. У вересні-жовтні 1905 ректор Рейнгард, неодноразово звертаючись до харківського генерал-губернатора й до страйкуючих студентів університету, зумів залагодити конфліктну ситуацію.

## Наукова діяльність
Опублікував декілька робіт з морфології і систематиці водоростей, під час навчання в Харківському університеті. Велика частина наукових праць професора Л. В. Рейнгарда стосується анатомії і фізіології рослин, зокрема морфології водоростей. Провів низку досліджень, що зробили його відомим у світі. Завідував ботанічним садом і ботанічним кабінетом.

## Нагороди
- Орден Святого Володимира 3 ступеня
- Орден Святої Анни 2 ступеня
- Орден Святого Станіслава 2 ступеня